# 上海港机械修造厂

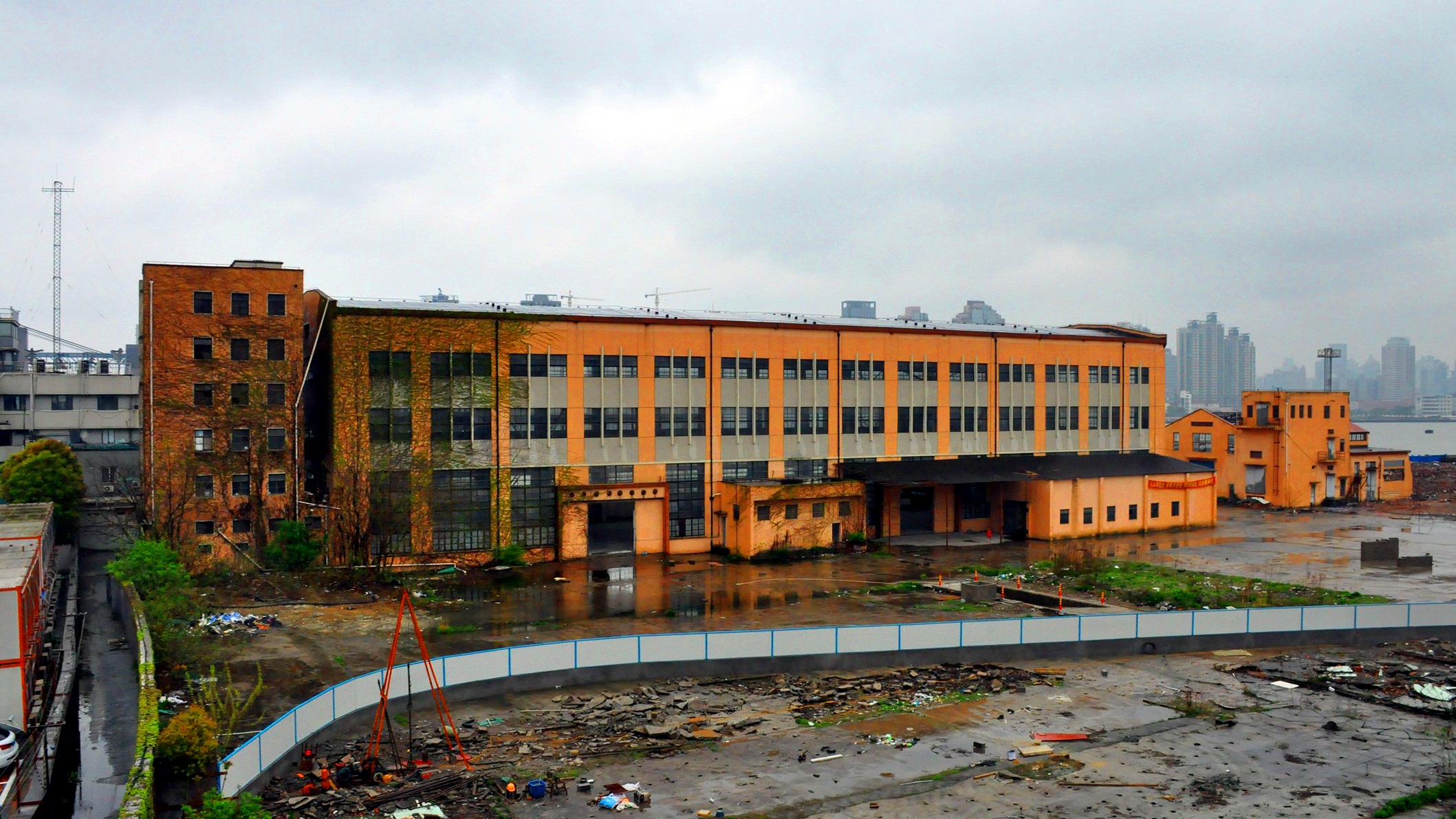
上海港机械修造厂

上海港机械修造厂、上海港机械制造有限公司，是一个1950年成立的机械修造厂，位于中国上海港杨树浦路1256号。

## 概述
1953年起，上海港机械修造厂逐渐从个设备简陋、以修理为主的小工场逐展为从事港口装卸机械制造和修理的专业工厂，它主要负责用于港口及装卸行业的产品制造。1998年1月，在原上海港机械修造厂基础上，由职工集资入股成立上海港机械制造有限公司正式运作。